# Wallfahrtskirche von Canneto

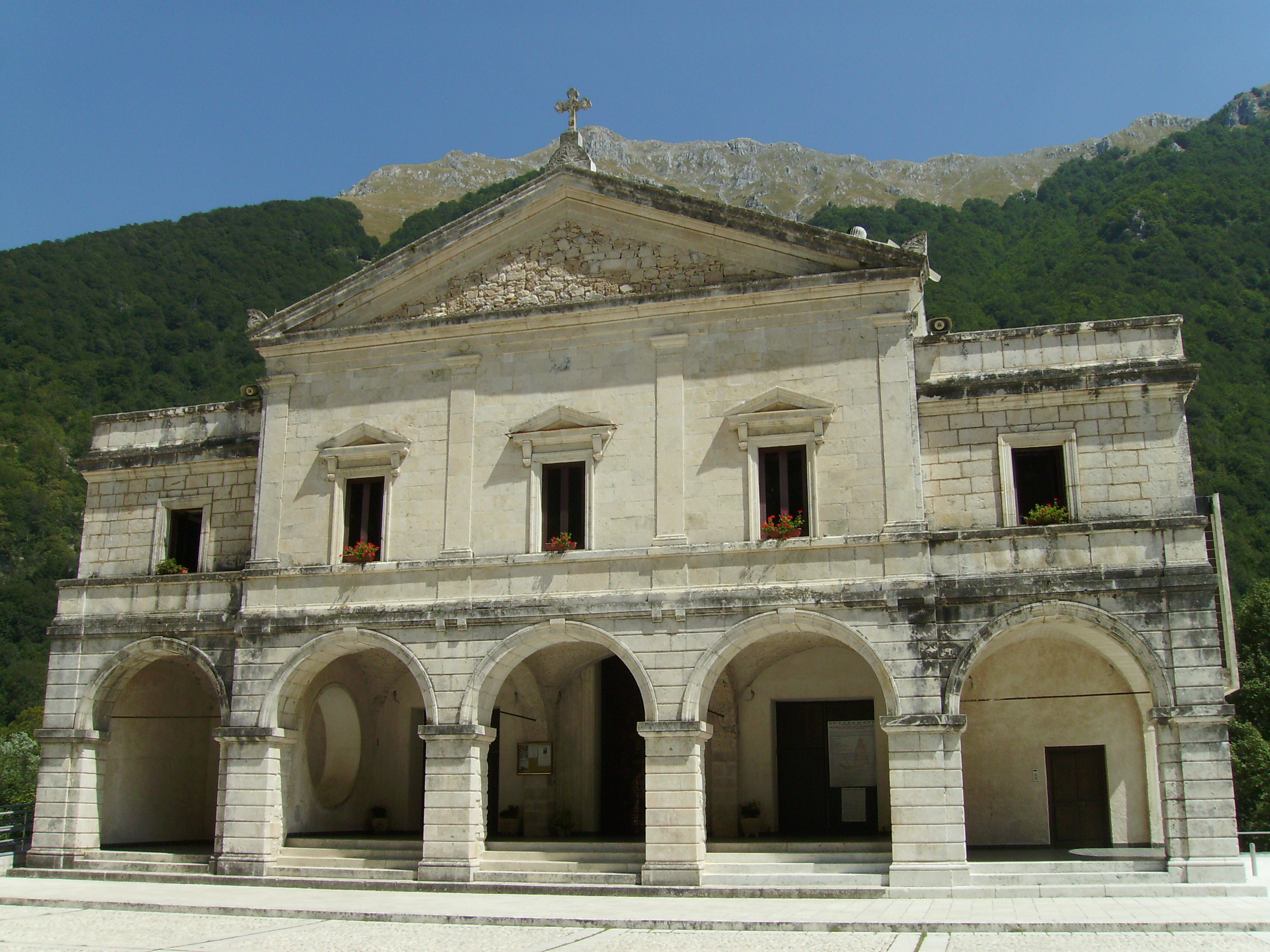
Wallfahrtskirche von Canneto

Die Wallfahrtskirche von Canneto (italienisch Santuario di Canneto oder vollständig Basilica pontificia minore di Maria Santissima di Canneto) ist eine römisch-katholische Kirche bei Settefrati in Latium, Italien. Das Marienheiligtum des Bistums Sora-Cassino-Aquino-Pontecorvo mit dem Titel einer Basilica minor liegt auf einer Höhe von 1030 m im Nationalpark Abruzzen, Latium und Molise an einem Apenninenübergang.

## Geschichte
Zur Vorgeschichte des Marienheiligtum aus dem 13. Jahrhundert gehört ein nahe gelegener römischer Mefitis-Tempels aus dem 3.–4. vorchristlichen Jahrhundert, der 1958 bei Arbeiten an der Melfa-Quelle entdeckt wurde; eine Säule des Tempels stand bereits in der Krypta. Weiterhin ist seit Ende des 19. Jahrhunderts die Legende von Silvana schriftlich überliefert. Diese Schäferin soll eine Marienerscheinung mit einer Quelle gehabt haben, wonach das Heiligtum für die dabei entdeckte Statue geschaffen worden sei, die den Ort ihrer Auffindung nicht verlassen wollte.
Ein zugehöriges Kloster zur Wallfahrtsstätte wird im Jahr 1288 in einem Schreiben von Papst Nikolaus IV. zur Bestätigung der Benediktinerregel für das Kloster Santa Maria di Canneto genannt. Ältere Dokumente werden als vage oder unpassend angesehen. Das Heiligtum hing vom Kloster San Vincenzo al Volturno, später von Montecassino ab und war ein Wallfahrtsort für Wanderschäfer.
Es ist erwiesen, dass die Mönche während des Winters in Settefrati wohnten, bis das Kloster im Jahr 1392 ganz aufgegeben wurde. In späteren Zeiten wurde der Kirche ein Einsiedler angegliedert, und dieser Brauch, der ab dem 17. Jahrhundert bezeugt ist, überlebte bis in die ersten Jahrzehnte des 19. Jahrhunderts.

## Kirche
Im heutigen Gotteshaus sind nur wenige Zeugnisse aus früheren Epochen erhalten. Die Fassade stammt aus den 1920er Jahren und ähnelt typologisch der der Kirche Santa Maria degli Angeli in Sora. Der Rest des Heiligtums wurde in den 1970er Jahren komplett umgebaut, mit einer architektonischen Linie, die zu vielen Kontroversen geführt hat. Weitere Eingriffe an der Apsis und am Marmorthron der Madonna wurden nach dem Zweiten Weltkrieg vorgenommen. Im Untergeschoss des Heiligtums sind noch einige architektonische Elemente aus dem 19. Jahrhundert erhalten, darunter das alte Eingangsportal, auf dem eine Inschrift an den Umbau im Jahr 1857 im Auftrag von König Ferdinand II. von Sizilien erinnert, sowie eine kleine Sammlung von Votivgaben.
Am 26. Juli 2015 verlieh Papst Franziskus den Titel einer Basilica minor. Am Samstag, den 22. August, wurde die Ernennung zur Basilica minor von Kardinal Giuseppe Bertello zelebriert.

### Wallfahrt
Die Wallfahrt zum Heiligtum von Canneto findet während der ganzen Saison statt und erreicht ihren Höhepunkt im August. Am 18. August wird eine Nachbildung der Statue in einer Prozession von Settefrati zum Heiligtum getragen, um am 22. August in einer weiteren Prozession zurückzukehren.
Aus dem Jahr 1475 ist eine Bulle der Kardinäle Bartolomeo Roverella und Giuliano della Rovere zu einem 100-tägigen Ablass bei Teilnahme an der Wallfahrt erhalten.

### Marienstatue
Aus der Ursprungszeit des Heiligtums stammt die Marienstatue aus Lindenholz, die in jüngerer Zeit mit einem goldbestickten Seidenmantel bedeckt und mit einer ebenfalls neueren Goldkrone gekrönt wurde. Das Kind wird auf der linken Seite gehalten. Nach Ansicht von Wissenschaftlern könnte die Statue, die ursprünglich eine sitzende Haltung auf einem Thron hatte und das Kind in der Mitte hielt, aus dem 12. oder 13. Jahrhundert stammen.
Der in der Legende überlieferte Wunsch der Jungfrau, nicht aus Canneto weggebracht zu werden, wurde 1948 unterbrochen, als die Statue als Trost für die Bevölkerung auf Pilgerfahrt in die vom Krieg verwüsteten Länder gebracht wurde. Eine zweite Wallfahrt fand im Jahr 2000 anlässlich des Jubiläumsjahres 2000 statt, und die dritte wichtige vom 27. September 2014 bis zum 26. Juli 2015, als die Heilige Jungfrau alle Pfarreien des Bistums Sora-Cassino-Aquino-Pontecorvo und einige Pfarreien, die an der Wallfahrt vom 22. August des Bistums Isernia-Venafro teilnahmen, durchquerte.